# مارتن بارون (لاعب كرة قدم)
مارتن بارون (بالفرنسية: Martin Baron)‏ هو لاعب كرة قدم فرنسي في مركز الهجوم، ولد في 25 يوليو 1987 في شامبرا لا تور ‏ في فرنسا. شارك مع France national football 5-A-side team ‏.

## وصلات خارجية
- مارتن بارون على موقع Paralympic.org (الإنجليزية)
- مارتن بارون على موقع اللجنة البارالمبية الفرنسية (الفرنسية)